# Хаджиангелова къща (Търговище)
Вижте пояснителната страница за други значения на Хаджиангелова къща.
Хаджиангеловата къща музей e архитектурен паметник на културата от XIX век в Търговище. Намира се в квартал Вароша, на адрес ул. „Раковски“ № 14.
Построена през 1863 г. от тревненски майстори, сградата е образец на симетрична възрожденска къща с дърворезбена украса, художествено изписани холкери и модерни за времето си архитектурни детайли – алафранга, зидана печка и други.
В нея е живял българския търговец Хаджи Ангел Хаджи Друмев, в нея могат да се разгледат инструменти, използвани в лозарството, грънчарството, земеделието и други.